# Stephan Krüger
Stephan Krüger (Rostock, RDA, 29 de noviembre de 1988) es un deportista alemán que compitió en remo.
Ganó dos medallas en el Campeonato Mundial de Remo, en los años 2009 y 2011, y tres medallas en el Campeonato Europeo de Remo entre los años 2014 y 2016.
Participó en cuatro Juegos Olímpicos de Verano, entre los años 2008 y 2020, ocupando el sexto lugar en Pekín 2008 (cuatro scull) y el octavo en Río de Janeiro 2016 (doble scull).

## Palmarés internacional
| Campeonato Mundial | Campeonato Mundial     | Campeonato Mundial | Campeonato Mundial |
| Año                | Lugar                  | Medalla            | Prueba             |
| ------------------ | ---------------------- | ------------------ | ------------------ |
| 2009               | Poznań (Polonia)       | Medalla de oro     | Doble scull        |
| 2011               | Bled (Eslovenia)       | Medalla de plata   | Doble scull        |
| Campeonato Europeo |                        |                    |                    |
| Año                | Lugar                  | Medalla            | Prueba             |
| 2014               | Belgrado (Serbia)      | Medalla de bronce  | Doble scull        |
| 2015               | Poznań (Polonia)       | Medalla de oro     | Doble scull        |
| 2016               | Brandeburgo (Alemania) | Medalla de plata   | Doble scull        |